# Dětský pěvecký sbor Českého rozhlasu
Dětský pěvecký sbor Českého rozhlasu (zkráceně DPS ČRo) je český dětský pěvecký sbor. Založen byl roku 1945 sbormistrem Bohumilem Kulínským starším, se sborem je spojeno i jméno jeho ženy, Blanky Kulínské. DPS ČRo je součástí českého veřejnoprávního média, Českého rozhlasu (zkráceně ČRo). V současné době sbor vede sbormistryně Věra Hrdinková.

## Historie sboru
První rozhlasový dětský pěvecký sbor fungoval již od počátku třicátých let 20. století pod vedením zpěváka Jana Kühna. Spolupráci s rozhlasem ukončil Jan Kühn v roce 1945, jeho sbormistrovská činnost pokračovala.
Sbor tak, jak ho známe dnes, byl založen roku 1945 jako součást Československého rozhlasu. Sestavením sboru byl tehdy pověřen úspěšný sbormistr Hrabůvských zpěváčků, Bohumil Kulínský. Od roku 1958 pak sbor vedl společně se svou ženou Blankou Kulínskou, která byla členkou sboru už od jeho založení roku 1945. Sbor v té době dosáhl vysoké úrovně, prováděl nejen tradiční díla pro sbory, ale díla soudobá, například od skladatelů Hurníka a Ebeba. DPS ČsRo se rovněž podílel na provedení proslulé Brittenovy Slavnosti vánoční. V té době patřil sbor mezi nejznámější a nejuznávanější sbory nejen v Československu. Pro sbor se rovněž často užívalo označení Kulínčata. V roce 1973 však byli z politických důvodů manželé Kulínští z Československého rozhlasu propuštěni.
Zatím, co si Blanka a Bohumil Kulínští založili nový sbor s názvem Bambini di Praga, DPS ČsRo dostal nového sbormistra. Stal se jím profesor Čestmír Stašek. Jelikož většina dosavadních členů sboru přešla do Bambini di Praga, profesor Stašek sestavil sbor nový. Ačkoli již nedokázal plně navázat na tradici rozhlasového sboru z padesátých a šedesátých let 20. století, i tento sbor měl vysokou uměleckou úroveň, což dokládají četná domácí i zahraniční ocenění sboru.

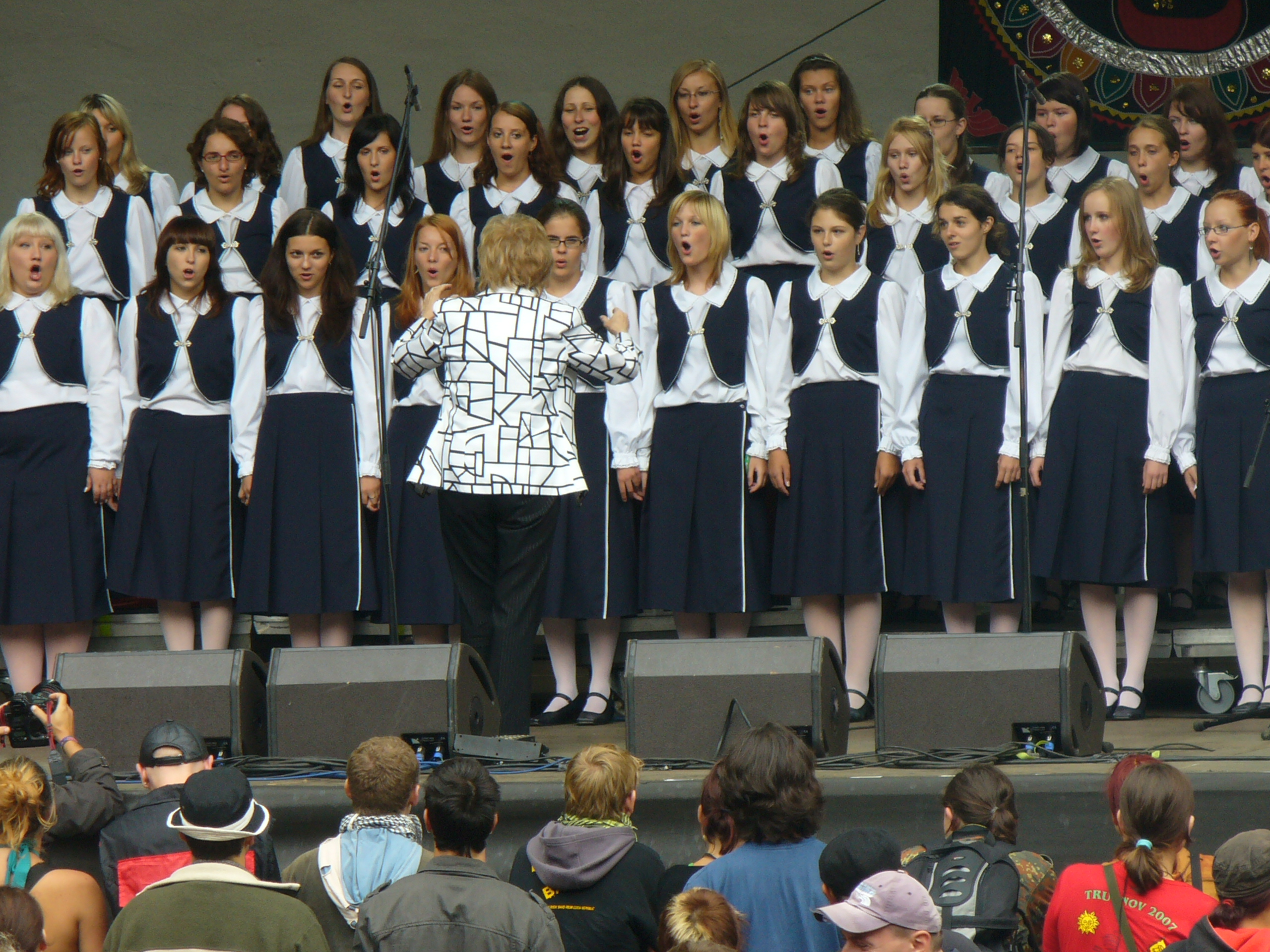
Blanka Kulínská diriguje sboru Bambini di Praga

Začátkem 90. let 20. století Čestmír Stašek sbor opustil a novým sbormistrem se na krátkou dobu stal absolvent HAMU Luboš Krtička. V roce 1992 bylo místo sbormistra sboru nabídnuto znovu profesorce Blance Kulínské, která se tak stala již podruhé sbormistryní sboru, který založil její manžel. Stala se hlavní sbormistryní DPS ČsRo (o rok později již DPS ČRo) a i nadále byla sbormistryní sboru Bambini di Praga, jehož hlavním sbormistrem se stal její syn, Bohumil Kulínský. Blanka Kulínská i nadále pokračovala v uvádění zejména české soudobé hudby, například díla Ilji Hurníka, Jiřího Templa, Jana Vičara či Olgy Ježkové.
Po ukončení činnosti sboru Bambini di Praga v roce 2010 přešla část členů tohoto slavného sboru do DPS ČRo. V témže roce dostala sbormistryně sboru, paní Blanka Kulínská cenu za celoživotní umělecký přínos k rozvoji dětského sborového zpěvu od České hudební rady.Roku 2015 se novým hlavním sbormistrem sboru stal Lukáš Jindřich, který však ještě v témže roce své působení ve sboru ukončil. V lednu roku 2016 se stala novou hlavní sbormistryní sboru Věra Hrdinková.Profesorka Blanka Kulínská v témže roce získala Cenu Bedřicha Smetany od Unie českých pěveckých sborů.

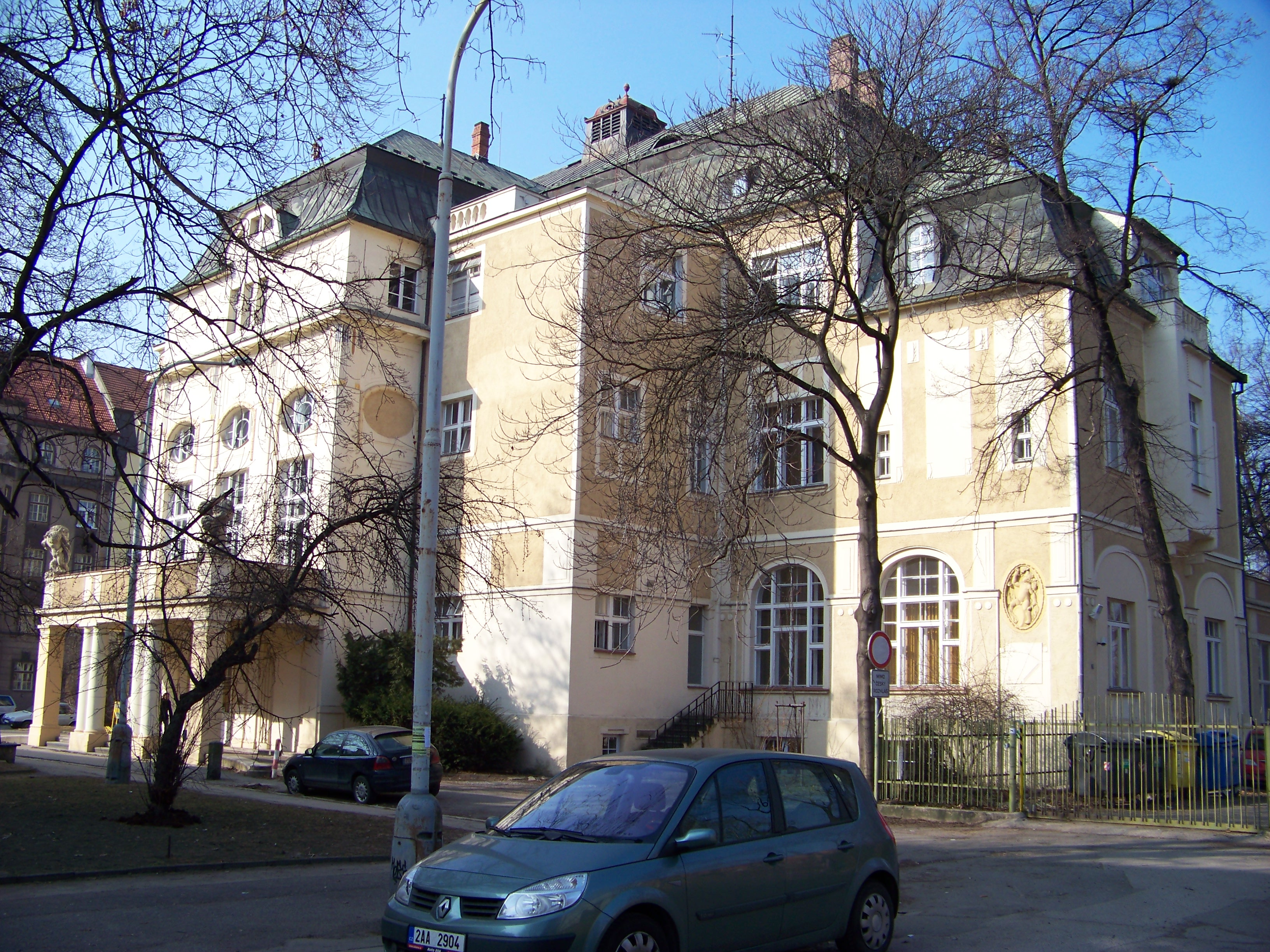
Budova Českého rozhlasu v pražském Karlíně, mimo jiné od roku 2014 současné sídlo sboru

## Současnost
V současnosti je hlavní sbormistryní sboru paní Věra Hrdinková. Sbor sídlí v budově Českého rozhlasu v Hybešově ulici v pražském Karlíně. Tvoří ho hlavní, koncertní sbor A1 a tři přípravná oddělení. Sbor je často využíván pro účely Českého rozhlasu, má však i mnoho vlastních vystoupení, a to buď samostatných, nebo vystoupení v rámci větších akcí.

## Známí členové sboru

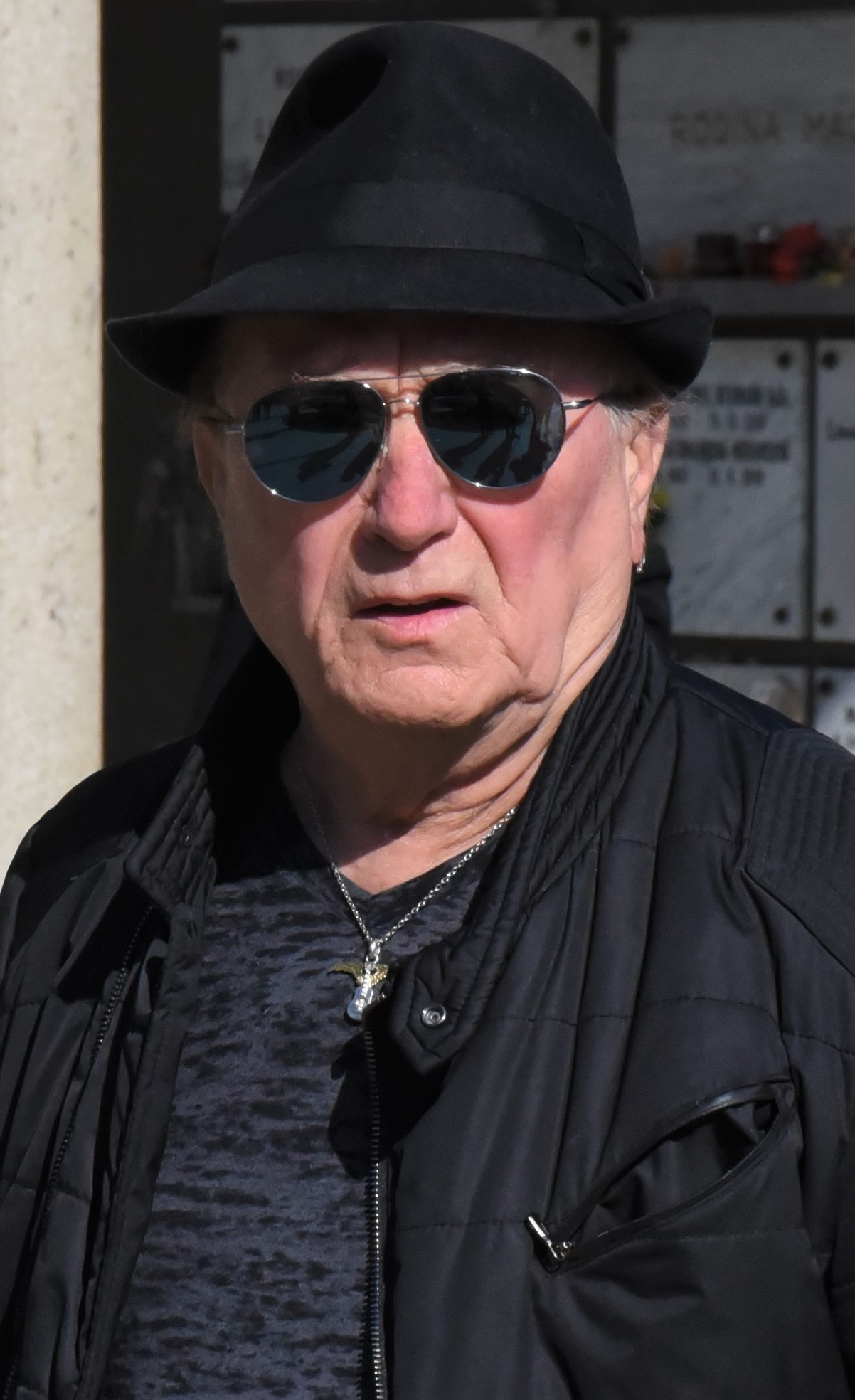
Frontman skupiny Olympic Petr Janda, bývalý člen sboru

V minulosti byly členy sboru mnohé známé osobnosti nejen z řad umělců. Byli to například herečky Jana Boušková, Marta Vančurová, Zuzana Bydžovská a Martina Gašparovičová, zpěvačka Lenka Dusilová a Blanka Šrůmová, zpěvačka, překladatelka a spisovatelka Zdenka Škvorecká-Salivarová, hudebník Martin Kumžák, zpěváci Petr Janda a Jiří Korn, hudební skladatel Jaroslav Uhlíř nebo bývalý český prezident Václav Klaus.